# カーチス・オートプレーン
Curtiss Autoplane
パンアメリカン航空博覧会で展示されたオートプレーン（1917年）
- 用途：空飛ぶクルマ
- 設計者：グレン・カーチス
- 製造者：カーチス・ライト

カーチス・オートプレーン（英語: Curtiss Autoplane）は、グレン・カーチスによって発明された空飛ぶクルマ。走行可能な航空機を製造する最初の試みと広く考えられている。この車両は地面から浮き上がることができたが、完全な飛行には至っていない。

## 設計と開発
オートプレーンは、カーチス・モデル L練習機の翼を使用した三葉機で、航空機の機首に小さな前翼が取り付けられていた。飛行機のアルミニウムボディはフォード・モデルTに似ており、密閉されたキャビンに3つの座席があり、パイロット（運転手）は前部座席に座り、乗客2人は後部に並んで座る。
4枚羽根のプッシャー式プロペラと双胴尾翼を備え、100馬力 (75 kW) のカーチスOXXエンジンがシャフトとベルトを介してプロペラを駆動した。機体の下部構造は4輪で、前輪2輪は操縦可能であった。主翼と尾翼は取り外すことができ、自動車として使用可能であった。
1917年2月に、ニューヨーク市で開催されたパンアメリカン航空博覧会で展示された。1917年4月、アメリカが第一次世界大戦に参戦する前に、数回の飛行を行いオートプレーンの開発は終了している。

## 仕様
カーチス・ライト（1907年-1947年）のデータ。

### 一般的な特徴
- パイロット:1名
- 乗客:2名
- 全長:8.2メートル (27 ft)
- 全幅:12.34メートル (40.5 ft)
- 全高:3.0メートル (9.8 ft)
- エンジン:カーチスOXX（英語版）水冷V型8気筒エンジン、100 hp(75 kW)×1基

### パフォーマンス
- 最高速度:105キロメートル毎時 (65 mph)

### 引用文献
1. ↑  Freedman, David H. (July 2000), “This is rocket science”, Inc 22 (10):  74–88
2. ↑  Vinciguerra, Thomas (12 Apr 2009), “Ideas & Trends; Idea Whose Time Has Never Come”, The New York Times:  p. WK.5
3. ↑  Bowers 1979, p. 75.
4. ↑  “Glenn Curtiss Sees a Vision of Aviation's Future”, Popular Science, (July 1927)
5. ↑  Espinoza, Javier (15 September 2011), “An Idea Without Wings; Progress has been made, but the idea of cruising at altitude over the afternoon rush-hour is far from becoming a reality”, Wall Street Journal:  p. R.4
6. ↑  Glines, C V; Wilkinson, Stephan (September 2008), “The Road Not Taken”, Aviation History 19 (1):  38–45
7. ↑  Bowers 1979, p. 76.
8. ↑  “At The American Aero Show – Some New Types: The Curtiss Autoplane”. Flight IX (429):  245. (March 15, 1917).
9. 1 2  Bowers 1979, pp. 75–76.